# Indian Deep Space Network
Koordinaten: 12° 54′ 6,8″ N, 77° 22′ 5,5″ O
Das Indische Deep-Space-Network (englisch Indian Deep Space Network, kurz IDSN) ist eine Einrichtung der indischen Raumfahrtbehörde ISRO für die Bahnverfolgung, Telemetrie und Steuerung (TT&C) von Raumsonden zum Mond und zum Mars. Es ist Teil des ISRO-Antennennetzwerkbetriebs ISTRAC (Telemetry Tracking and Command Network), dessen kleinere Trackingantennen für entsprechende Aufgaben bei Satelliten in Erdumlaufbahnen eingesetzt werden. Das IDSN dient dem Mission Operations Complex (MOX) des ISTRAC für die Steuerung der Sonden, sowie dem Indian Space Science Data Center (ISSDC) zur Auswertung der wissenschaftlichen Daten. Alle diese Einrichtungen befinden sich im Großraum Bengaluru (Engl. Bangalore) im südindischen Bundesstaat Karnataka.

## Beschreibung
Die Anlagen des Indischen Tiefraum-Netzwerks entsprechen den Standards des Consultative Committee for Space Data Systems (CCSDS) und können auf dieser Basis mit den Einrichtungen von anderen Weltraumagenturen zusammenarbeiten. Das IDSN wurde ab 2006 eingerichtet und war bereit für die Chandrayaan-1-Mission zum Mond, die am 22. Oktober 2008 startete. Das IDSN verfügt über eine eigene Deep-Space-Station in Byalalu bei Bengaluru, dazu ist die 64-Meter-Antenne in Medvezhi Ozera („Bear Lakes“) bei Moskau eingebunden. Im Bedarfsfall kann das Netzwerk auch andere Deep-Space-Stationen einbinden, die dem APL und dem JPL unterstehen und von anderen Stellen der Erdkugel aus Verbindung zu interplanetaren Missionen herstellen können. Obwohl das Netzwerk zeitweise auf die Unterstützung durch Deep-Space-Stationen anderer Weltraumagenturen angewiesen war, konnte doch damit die gesamte Chandrayaan-1-Mission vom Start bis Ende inklusive Einschwenken in den Mondorbit unter der Führung von ISRO durchgeführt werden.

## Byalalu
Der Standort befindet sich in einer Talsenke, wodurch Störungen durch Rundfunk, Fernsehen und Fernmeldeeinrichtungen bis zu einem gewissen Grad abgeschirmt werden. Die Station in Byalalu westlich von Bengaluru wurde im Dezember 2007 fertiggestellt und ist gegen Erdbeben geschützt. Die Baukosten betrugen 1 Milliarde Rupies, damals etwa 17,5 Millionen Euro. Sie befindet sich auf einem Gelände des IDSN und verfügt über zwei Antennen, die über Glasfaser und Satellitenempfang an die Missionskontrolle angeschlossen sind und von dort aus gesteuert werden. Die Station verfügt über eine Wasserstoff-Maser-Uhr als Zeitbasis.

### 18-Meter-Antenne
Diese, von der Vertex Antennentechnik GmbH in Duisburg hergestellte Antenne wurde zugeschnitten auf die Chandrayaan-1-Mission. Sie hat einen 2-kW-Sender für S-Band und Empfänger für X-Band und S-Band. Es können zugleich zwei Signale im S-Band und eines im X-Band empfangen werden. Die Antenne konnte auch Daten von Mars Orbiter empfangen. Eine weitere 18-Meter-Antenne ist geplant, sie soll vollständig aus Indien stammen.

### 32-Meter-Antenne
Diese Beam-Waveguide-Antenne wurde von der staatlichen Electronics Corporation of India in Zusammenarbeit mit dem Bhabha Atomic Research Centre gebaut und 2007 installiert. Sie wurde zur Unterstützung der Chandrayaan-1 Mission errichtet, war aber von Anfang an auf einen weiteren Einsatzbereich wie die Mars Orbiter Mission ausgelegt und wird zeitweise auch von anderen Deep-Space-Netzen genutzt. Sie kann mit 20 oder 2 kW im S-Band senden und hat einen 2,4-kW-Sender für X-Band. Es können zugleich zwei Signale im S-Band und eines im X-Band empfangen werden. Die beiden Antennen dienen einander als Backup.

### 11-Meter-Antenne
Für die Mission Astrosat wurde diese Antenne neu eingerichtet, diese ist jedoch für Satellitentracking in Erdumlaufbahnen.

### Unterstützte Missionen
Zu den unterstützten Missionen gehören Mars Orbiter Mission, Chandrayaan-1, Chandrayaan-2, Chandrayaan-3. Am 30. Juli 2021 unterzeichnete ISRO ein Abkommen mit ESA zur gegenseitigen Unterstützung in missionskritischen Situationen für ausgewählte Weltraummissionen, beispielsweise die LEOP nach Raketenstarts, das Einschwenken in eine Umlaufbahn oder eine Landung auf einem Himmelskörper. Das Abkommen unterstützt den Austausch von Navigationsdaten, Unterstützung im Missionsbetrieb und die Weiterleitung von Daten. Umsetzungen des Abkommens gab es mit Aditya-L1 zur Erforschung der Sonne und zur Beobachtung des Weltraumwetters und der Mondmission Chandrayaan-3. Weitere Möglichkeiten bestehen in den kommenden Missionen mit dem bemannten Raumfahrtprogramm Gaganyaan. Im Gegenzug kann ESA die Trackingstationen der ISTRAC und die Deep Space Station des IDSN in Byalalu für eigene Missionen nutzen.